# Iso-Korpinen (sjö i Puolango, Kajanaland, Finland)
Iso-Korpinen och Pieni-Korpinen är sjöar i Finland. De ligger i kommunen Puolango i landskapet Kajanaland, i den centrala delen av landet, 500 km norr om huvudstaden Helsingfors. Iso-Korpinen ligger 178 meter över havet. Den är 2,5 meter djup. Arean är 46,8 hektar och strandlinjen är 3,08 kilometer lång. Sjön  ingår i Uleälvens huvudavrinningsområde. 